# Верхняя гипофизарная артерия
Верхняя гипофизарная артерия — артерия, кровоснабжающая pars tuberalis аденогипофиза, воронку и срединное возвышение. Является ветвью мозговой части внутренней сонной артерии. Артерия делится на две магистральные ветви, которые снабжают кровью переднюю и заднюю стороны ножки гипофиза. В свою очередь передняя ветвь верхней гипофизарной артерии имеет ответвление не только к гипофизу, но и к зрительному нерву.